# Thin-le-Moutier
Thin-le-Moutier település Franciaországban, Ardennes megyében. Lakosainak száma 682 fő (2022. január 1.). Thin-le-Moutier Clavy-Warby, Dommery, Fagnon, Jandun, Launois-sur-Vence, Lépron-les-Vallées, Neufmaison, Neuville-lès-This, Signy-l’Abbaye és Vaux-Villaine községekkel határos.

## Népesség
A település népessége az elmúlt években az alábbi módon változott:
| Lakosok száma | 589  | 472  | 496  | 581  | 579  | 621  | 623  | 640  | 648  | 682  |
|               | 1968 | 1982 | 1990 | 2006 | 2013 | 2015 | 2017 | 2019 | 2020 | 2022 |